# Kyösti Kari
Juho Kyösti Kari, född 30 maj 1868 i Uleåborg, död 17 augusti 1921 i Kotka, var en finländsk politiker och redaktör. 
Kari avlade folkskollärarexamen 1893, var folkskollärare i Åbo 1894–1905 och redaktör för tidningen Eteenpäin i Kotka från 1913. Han var socialdemokratisk partisekreterare och kassör under partistyrets stationering i Åbo 1899–1905 och utsågs efter storstrejken sistnämnda år till senator i ekonomiedepartementet (den förste socialistiske senatorn). Han uteslöts 1906 ur partiet för sitt inträde i senaten för Finland, men kvarstod på sin post till följande år.